# Ulica Belgradzka w Warszawie
Ulica Belgradzka – ulica w warszawskiej dzielnicy Ursynów.

## Położenie i charakterystyka
Ulica biegnie w warszawskiej dzielnicy Ursynów na obszarze Miejskiego Systemu Informacji Natolin, zaczynając się przy ulicy Nowoursynowskiej, a kończąc nieco ponad 100 metrów za skrzyżowaniem z ulicą Stryjeńskich. Jej ogólny kierunek to wschód–zachód. Przebiega przez osiedla Wyżyny oraz Wolica, a także stanowi północno-zachodnią granicę osiedla Dębina. Na odcinku od ulicy Jana Rosoła do Stryjeńskich ma status drogi powiatowej (nr 5606W). Jej faktyczna długość wynosi około 1,6 km, natomiast poza tym odcinkiem nazwa ulicy Belgradzkiej formalnie obowiązuje także dla potencjalnego przedłużenia w kierunku zachodnim do ulicy rtm. Witolda Pileckiego.
Nazwa ulicy została nadana w 1978 roku decyzją Rady Narodowej m.st. Warszawy dla odcinka pomiędzy ulicami Rosoła i Pileckiego. Pochodzi od miasta Belgrad, ówczesnej stolicy Jugosławii. W 1990 roku Rada Dzielnicy Mokotów przedłużyła oficjalnie ulicę o odcinek od ulicy Rosoła do Nowoursynowskiej. Na niektórych mapach projektowany odcinek od skrzyżowania ze Stryjeńskich w stronę ulicy Pileckiego (ówcześnie Pawła Findera) oznaczano także nazwą Welwetowa. W 2018 powstał jedynie mierzący około 150 metrów długości fragment tego projektowanego odcinka, stanowiący dojazd do ośrodka dla niepełnosprawnych. Zgodnie ze studium uwarunkowań i kierunków zagospodarowania przestrzennego m.st. Warszawy w wersji z 2018 roku pozostała część tych terenów przeznaczona jest pod zieleń parkową.
Ulica Belgradzka łączy park im. Cichociemnych Spadochroniarzy AK z parkiem Natolińskim. Wzdłuż ulicy zlokalizowane są: kościół Ofiarowania Pańskiego w Warszawie, Galeria Natolin i stacja linii M1 warszawskiego metra Natolin. 